# Charles Plumier
Charles Plumier (20 d'abril de 1646 – 20 de novembre de 1704) va ser un botànic francès, el commemora el gènere de plantes Plumeria. Es considera Plumier com un dels exploradors botànics més importants del seu temps. va fer tres expedicions botàniques a les Índies occidentals de les quals resultà l'obra Nova Plantarum Americanarum Genera (1703-04) i va ser nomenat botànic pel rei Lluís XIV de França.

## Biografia
Nasqué a Marsella, als 16 anys entrà en l'orde religiós dels Mínims. Es dedicà a estudiar matemàtica i física, fent instruments musicals a més de dibuixar.
Estant al monestir de Trinità dei Monti de Roma, Plumier estudià botànica amb membres de la seva orde i especialment amb el monjo cistercenc i botànic, Paolo Boccone. Després de tornar a França va ser deixeble de Joseph Pitton de Tournefort, que acompanyà en les expedicions botàniques.
També explorà el litoral de la Provença i el Languedoc. Emprengué els seus treballs el 1689, quan, per ordre del govern, acompanyà el recol·lector Joseph Donat Surian a les Antilles franceses. Hi van estar un any i mig. D'aquest primer viatge sorgí el llibre Description des Plantes d'Amérique (1693). El 1693 va fer el segon viatge i el 1695 el tercer a Les Antilles i Amèrica Central. Per a les Índies Occidentals va ser assistit pel botànic Jean-Baptiste Labat. Van recollir molt de material que a més de Nova Plantarum Americanarum Genera omplí els volums de l'obra de Plumier Filicetum Americanum (1703)i col·laboracions pel Journal des Savants i les Mémoires de Trévoux.
El 1704, amb el seu Traité des Fougères de l'Amérique a la premsa i tractant de fer el seu quart viatge per tal de trobar els autèntics arbres de Cinchona al Perú, va emmalaltir de pleuresia i morí a Puerto de Santa María prop de Cadis.
A la seva mort deixà molts manuscrits i il·lustracions de plantes i animals, El botànic Herman Boerhaave en publicà una part en homenatge a Plumier titulat: "Plantarum americanarum, quas olim Carolus Plumerius botanicorum princeps detexit", fasc. I-X (Amsterdam, 1755–1760), contenen 262 plaques. Plumier observà a Martinica que les cotxinilles pertanyen al regne animal.
- Plumier va identificar i descriure el gènere de plantes Fuchsia, descobert per ell a l'illa Hispaniola del Carib entre 1696-7. Publicà la descripció de la Fuchsia (Fuchsia triphylla, flore coccineo) el 1703.

Signatura abreujada com a botànic: Plum.

## Obra digitalitzada
- Description des plantes de l'Amérique on Botanicus.
- Plantarum americanarum...on Botanicus.
- Traité des fougères de l'Amérique on SICD Universities of Strasbourg Arxivat 2008-06-17 a Wayback Machine.